# Marsfolket
Marsfolket,  var ett svenskt rockband bildat i mars 1971.
Medlemmar i gruppens första uppsättning var Claes af Geijerstam (gitarr, sång), Janne Schaffer (gitarr), Björn Linder (gitarr, sång), Björn Skifs (orgel, sång), Bosse Häggström (bas) samt Ola Brunkert (trummor). Inför gruppens andra turné, ersattes Bosse med Mike Watson (bas).
Repertoaren bestod mestadels av covers, förutom Björn Linders två kompositioner Maria Maria och The Hunter som gruppen givit ut på en singel samt Janne Schaffers Jordbruksmaskinen.
Bland covermaterialet kan nämnas Love the One You're With (Stephen Stills), July Morning (Uriah Heep), My Dark Hour (Steve Miller Band), I'm in Need of Your Help (Heads, Hands and Feet), Revival (Allman Brothers Band).

## Diskografi

### Singlar
- 1971 – Marsfolkets justa rattar ("Maria Maria" / "The Hunter") (7" vinyl, Sonet)